# باشگاه فوتبال داکس یونایتد
باشگاه فوتبال داکس یونایتد یک باشگاه فوتبال حرفه‌ای از آنگویلا مستقر در استونی گراند است که در لیگ برتر آنگویلا رقابت می‌کند. این باشگاه در سال ۲۰۰۷ تأسیس شد.